# محوطه قلعه شیر
محوطه قلعه شیر مربوط به دوران‌های تاریخی پس از اسلام است و در شهرستان تربت جام، بخش نصرآباد، روستای قلعه شیر واقع شده و این اثر در تاریخ ۲۷ مرداد ۱۳۸۲ با شمارهٔ ثبت ۹۶۰۰ به‌عنوان یکی از آثار ملی ایران به ثبت رسیده‌است.